# Uredo polygonorum
Uredo polygonorum är en svampart som beskrevs av DC. 1815. Uredo polygonorum ingår i släktet Uredo, ordningen Pucciniales, klassen Pucciniomycetes, divisionen basidiesvampar och riket svampar. Inga underarter finns listade i Catalogue of Life.